# Касабиева, Алина Романовна
Алина Романовна Касабиева (род. 6 марта 2002 года, Симферополь, Украина) — российская спортсменка, борец вольного стиля. Дважды чемпионка России (2022, 2023). Мастер спорта международного класса по вольной борьбе.

## Биография
Родилась Алина в Симферополе, Крым, Украина (ныне Россия). В 10 лет Алина стала заниматься вольной борьбой в Крыму, под руководством Игоря Грека и Олега Кудухова. Имеет осетинское происхождение.

## Спортивная карьера
Алина добилась больших успехов на юниорском уровне. Она принесла в копилку сборной России золотые медали первенства мира (Уфа, 2021) и первенства Европы (Дортмунд, 2021). На взрослом уровне начала выступать с 2021 года. В конце 2021 года она выступила на чемпионате мира в Норвегии, но осталась без медали, позже она выиграла взрослый кубок России.
В начале 2022 она добыла бронзовую медаль на гран-при Ивана Ярыгина в Красноярске, затем Алина выиграла чемпионат России 2022. В конце 2022 года Касабиева финишировала третьей на международном турнире памяти Александра Медведя в Минске (Беларусь) и стала победительницей лиги Поддубного 3 в Кыргызстане, в финале она выиграла болгарскую спортсменку Элис Манолову В мае 2023 года она снова выиграла турнир лиги Поддубного 4 одолев действующую чемпионку мира из Молдавии Анастасию Ничиту. В июне 2023 года Алина защитила свой титул чемпионки России, который проходил в Каспийске (Дагестан), в финале она победила спортсменку из Татарстана Светлану Липатову. В конце июля 2023 года на турнире лиги Поддубного 5 победила чемпионку мира Айсулуу Тыныбекову (Кыргызстан).
В сентябре 2023 года она была отобрана в состав сборной России на чемпионат мира 2023 в Белграде (Сербия), но потерпела неудачу на данном чемпионате мира.
В марте 2024 года Касабиева завоевала олимпийскую лицензию на Летние Олимпийские игры в Париже на квалификационном турнире, проходивший в Баку (Азербайджан). В мае 2024 года добыла бронзовую медаль на первенстве Европы среди спортсменок до 23 лет в Баку.В июне 2024 году она была допущена для выступления на Олимпийские игры в Париже, но в связи бойкотированием федерации спортивной борьбы России утратила шанс на участие. 
В апреле 2025 года принимала участие в чемпионате Европы в Братиславе, где в весовой категории до 62 кг уступила в поединке за третье место болгарке Биляне Дудовой. В июне 2025 года стала финалисткой чемпионата России в весе до 62 кг. В финале она усутпила своей одноклубнице Амине Танделовой.

## Спортивные достижения
- 2019 Первенство мира среди кадетов — ;
- 2021 Первенство Европы среди юниоров — ;
- 2021 Первенство мира среди юниоров — ;
- 2021 Кубок России — ;
- 2022 Гран-при Иван Ярыгин — ;
- 2022 Всероссийская Спартакиада — ;
- 2023 Александр Медведь — ;
- 2023 Лига Поддубного 1,2,3 — ;
- 2023 Лига Поддубного 4,5 — ;
- 2022, 2023 Чемпионат России — ;
- 2023 Zagreb open — ;[21]
- 2024 Первенство Европы до 23 лет — ;
- 2025 Чемпионат России — ;
- 2025 Мемориал Имре Пойяк/Варга Янош — ;